# Stazione di Decimomannu (1871)
La stazione di Decimomannu era una stazione ferroviaria a servizio del comune di Decimomannu, posta sulla linea Cagliari-Golfo Aranci, e stazione iniziale della ferrovia Decimomannu-Iglesias. Fu la prima stazione attiva nel comune decimese, venendo poi sostituita da un nuovo impianto nel 1984, in occasione dell'attivazione del doppio binario nel tronco tra quest'ultimo scalo e la stazione di Cagliari.

## Storia
La costruzione di questa stazione si ricollega ai lavori di realizzazione della rete ferroviaria a scartamento ordinario sarda portati avanti dalla Compagnia Reale delle Ferrovie Sarde nella seconda metà dell'Ottocento. Il progetto di tale rete prevedeva il passaggio della ferrovia Cagliari-Golfo Aranci a sud di Decimomannu, dalla cui stazione si sarebbe inoltre diramata la linea per Iglesias. Il 1º maggio 1871, con l'inaugurazione del primo tronco ferroviario della Dorsale Sarda tra Cagliari e Villasor, veniva inaugurata anche la stazione ferroviaria di Decimomannu, che l'anno successivo fu inoltre collegata dalla linea verso l'Iglesiente, aperta (sino a Siliqua) il 6 aprile 1872 ed in seguito sino alla stazione di Iglesias il successivo 19 maggio.
L'impianto da allora fu uno degli snodi principali della rete ferroviaria sarda, essendo punto di interscambio obbligato per il trasporto di persone e merci via ferrovia per le relazioni tra il sud-ovest sardo ed il resto dell'isola. Con la nazionalizzazione della rete delle Ferrovie Reali sarde, nel 1920 la stazione di Decimomannu passò sotto la gestione delle Ferrovie dello Stato. Nel 1943 l'impianto fu bombardato dagli aerei alleati, che causarono danni all'infrastruttura ferroviaria.

Il fabbricato viaggiatori dell'impianto, successivamente ampliato

Le caratteristiche di scalo di diramazione della stazione, in una Dorsale Sarda all'epoca interamente a binario unico, fece sì che nel tratto compreso tra la stazione di Decimomannu e quella di Cagliari ci fosse una mole di traffico piuttosto importante, essendo percorso sia dai treni colleganti il capoluogo con la rete a nord di Decimomannu che dalle relazioni con il Sulcis-Iglesiente. La necessità di potenziare l'infrastruttura ferroviaria in questo tronco per evitare problemi di circolazione portò negli anni settanta all'avvio del progetto di raddoppio della Cagliari-Decimomannu, contestualmente al quale furono attuati vari interventi di adeguamento per gli scali presenti all'epoca lungo questa parte della Cagliari-Golfo Aranci. Ma a differenza delle altre 3 stazioni, tutte ristrutturate e adeguate ma mantenute nella stessa locazione, per quella di Decimomannu fu decisa la costruzione di un nuovo scalo, situato circa 300 metri più a sud di quello ottocentesco, al di fuori del perimetro urbano del centro, e per il quale si rese necessaria la realizzazione di una variante che lo collegasse al resto della ferrovia.
I lavori di raddoppio di questi 17 km circa di linea ebbero inizio nel febbraio 1977, per venire poi completati nel 1984. In questo anno con l'inaugurazione del raddoppio del binario venne attivata la variante di Decimomannu (sul cui tracciato fu realizzato anche un nuovo punto di diramazione per la linea verso Iglesias), e con essa la nuova stazione decimese. Isolata dalla rete ferroviaria, la vecchia stazione di Decimomannu cessò così l'attività dopo circa 113 anni di servizio. L'area dell'impianto fu completamente privata dei binari, e l'area più orientale della stazione fu utilizzata per nuove costruzioni e per la realizzazione della strada di collegamento con la nuova stazione. Il fabbricato viaggiatori divenne sede del dopolavoro ferroviario di Decimomannu, e l'area dinanzi ad esso fu riconvertita in un campo sportivo dell'associazione. L'area occupata in passato dai binari più periferici ai fabbricati fu anch'essa riutilizzata per la creazione di una nuova strada (via Repubblica), mentre l'ex parcheggio della stazione è divenuto una piazza (piazza Giotto).

## Strutture e impianti
La stazione è stata disattivata al traffico ferroviario nel 1984 ed isolata dalla ferrovia data l'apertura della variante verso la nuova stazione di Decimomannu; negli anni successivi l'impianto venne completamente privato dei binari e destinato ad altri usi. Negli ultimi anni di utilizzo la stazione presentava dinanzi al fabbricato viaggiatori 3 binari (tra cui quelli di corsa, il binario 1 verso Cagliari e Golfo Aranci ed il 2 verso Iglesias), serviti da banchine ed impiegati per il servizio viaggiatori. Ad ovest della stazione le linee per Golfo Aranci e Iglesias si separavano, con la particolarità che i treni da e verso il Sulcis-Iglesiente non potevano essere ricevuti nel binario 1, data la mancanza di una comunicazione diretta ad ovest della stazione tra questo binario e quello di corsa per Iglesias (la manovra era tuttavia teoricamente possibile tramite regresso). In posizione più periferica rispetto agli edifici di servizio si trovavano altri due binari, di cui uno tronco, ed un ulteriore fascio binari impiegato per il servizio merci. Per lo stesso servizio erano presenti ulteriori binari tronchi che terminavano nello scalo merci a ovest del fabbricato viaggiatori. Tutti i binari erano a scartamento ordinario (1435 mm).
Gli edifici della stazione si trovavano sul lato nord dello scalo: il fabbricato viaggiatori (modificato dopo la chiusura della stazione) durante il periodo di attività ferroviaria si estendeva su due piani presentando una pianta rettangolare e 3 luci sui lati maggiori, a cui si aggiungevano, sui lati, due ulteriori corpi sul solo piano terra, di cui quello sul lato ovest espanso nel corso degli anni. Nell'edificio veniva gestito anche il movimento ferroviario nella stazione, ad opera del locale Dirigente Movimento. Altri edifici minori si trovavano nello scalo merci dell'impianto, attivo soprattutto per le operazioni legate all'interscambio merci tra il Sulcis-Iglesiente e la rete ferroviaria a nord di Decimomannu. In quest'area era presente anche la torre dell'acqua dell'impianto.

## Movimento

Automotrici ALn 873 delle Ferrovie dello Stato in sosta nell'impianto

La stazione è stata dismessa nel 1984, sino a quel momento era servita dai treni regionali ed espressi svolti da Ferrovie dello Stato.

## Servizi
Nel periodo di attività la stazione era dotata di tre banchine utilizzate per il servizio passeggeri, di cui quella attigua al fabbricato viaggiatori dotata al momento della chiusura di una pensilina metallica. Il passaggio da una banchina all'altra era possibile tramite passerelle a raso presenti sui binari. A livello di servizi alla clientela la stazione disponeva di una biglietteria e di una sala d'aspetto, oltre che dei servizi igienici.
- Biglietteria a sportello
- Sala d'attesa
- Servizi igienici